# Miracle on 34th Street (pel·lícula de 1994)
Miracle on 34th Street és una pel·lícula dels Estats Units de Les Mayfield estrenada el 1994. Es tracta d'un remake del film homònim estrenat el 1947, també basat en la història de Valentine Davies.

## Argument[1]
Responsable dels esdeveniments especials en una gran botiga del carrer 34 de Nova York, Dorey Walker ha d'organitzar l'exhibició del Pare Noël per a les festes. Però el figurant triat arriba completament ebri. Dorey no té altra solució que d'adreçar-se al verdader Pare Noel.

## Repartiment
- Elizabeth Perkins: Dorey Walker
- Dylan McDermott: Bryan Bedford
- Richard Attenborough: Kris Kringle
- Mara Wilson: Susan Walker
- J.T. Walsh: Ed Collins
- James Remar: Jack Duff
- Jane Leeves: Alberta Leonard
- Simon Jones: Donald Shellhammer
- Mike Bacarella: Santa Claus
- William Windom: C.F. Cole
- Robert Prosky: Jutge Henry Harper

## Al voltant de la pel·lícula
- Aquest film és el remake de Miracle on 34th Street estrenada el 1947, que també ha inspirat altres dues adaptacions per la televisió el 1959 i 1973.
- La cadena de magatzems novaiorquesos Macy's, coneguts principalment per la famós Macy's Thanksgiving Day Parade, no va voler participar en aquest remake, contràriament al film de 1947.[2]